# 探偵オペラ ミルキィホームズ (漫画)
『探偵オペラ ミルキィホームズ』（たんていオペラ ミルキィホームズ、Detective Opera Milky Holmes）は、2010年から2011年まで連載されていた水島空彦による日本の漫画。

## 概要
ブシロードがゲームを中心にアニメなど多様な媒体にて展開するメディアミックス作品「Project MILKY HOLMES」の一角を構成する。「Project MILKY HOLMES」で統括プロデューサーを務める中村伸行は「コミックス版はゲームには盛り込みにくかった多くのシーンを形にして頂きました」と語っており、ゲーム版など他の媒体の作品とは異なる内容となっている。
『月刊コンプエース』（角川書店）において、2010年から連載されている。ブシロードとクロノギアクリエイティヴが企画と原作を担当し、子安秀明がシナリオを担当する。水島空彦は作画を担当している。なお、単行本の奥付では、水島を著者と記載したうえで、子安がシナリオ、ブシロードとクロノギアクリエイティヴが企画・原作としてクレジット表記されている。

## 内容
近未来都市である「偵都ヨコハマ」を舞台にした青年漫画である。特殊な力「トイズ」を持つ人々が、探偵と怪盗として争う世界。探偵育成機関である「ホームズ探偵学院」に通う4人の生徒と、彼女らを担当する教官との物語が紡がれる。
プロジェクト全体の基幹となるゲーム版はホームズ探偵学院教官「小林オペラ」を主人公とし、彼が指導する探偵チームとのかかわりを描いたシリアス路線であるのに対し、派生したアニメ版は小林をほとんど登場させず探偵チーム「ミルキィホームズ」の4人を主人公に据えたコメディ・ギャグ路線を展開している。それらに対し、本作では主人公を探偵チームの4人としているものの、教官である小林オペラも中心人物の一人に据えられている。さらに、アニメ版ではまったく登場しなかった警察チーム「Genius 4」指揮官である「神津玲」が、中心人物の一人となっている。小林と神津はかつて同級生であり、彼らの過去の因縁や対立と和解など、男同士の心の交流にページを割いているのも他の媒体には見られない特徴の一つである。たとえば、小林が風邪を引いた際、神津は小林をベッドに寝かしつけたうえ、小林の額に自らの額をくっつけて熱を測るなど、甲斐甲斐しく看病する様子が描かれている。そのほかにも、「Project MILKY HOLMES」コンテンツディレクターを務める小玉励は、ゲーム版やアニメ版と本作との差異として「お着替え登校、小衣大暴走、神津と小林のイチャイチャ」などを例示している。
また、怪盗チーム「怪盗帝国」は、ゲーム版やアニメ版では主要キャラクターであるが本作では登場回数が大幅に減っており、そのメンバーである「トゥエンティ」や「ストーンリバー」にいたっては登場するも台詞は一切なかった。
なお、ストーリーはゲーム版やアニメ版いずれとも異なり、ほぼオリジナルエピソードである。

## 書誌情報
| 巻数 | 発行・発売日  | ISBN                   |
| --- | ------------- | ---------------------- |
| 第1巻 | 2010年8月21日 | ISBN 978-4-04-715515-2 |
| - 第0話 おはよう! - 第1話 シャーロック、うごかす。 - 第2話 エルキュール、もちあげる。 - 第3話 ネロとコーデリア、すれちがう。 - 第4話 ミルキィホームズ、まけない。                              |               |                        |
| 第2巻 | 2011年2月23日 | ISBN 978-4-04-715636-4 |
| - 第5話 小衣、張りあう。 - 第6話 小林、たおれる。 - 第7話 神津、さらわれる。 - 第8話 ミルキィとG4、たたかう。 - 最終話 ミルキィホームズ、大活躍! - 番外編 ミルキィホームズ、コミックスになる。 |               |                        |